# Spargania rufidentata
Spargania rufidentata là một loài bướm đêm trong họ Geometridae.